# Be Strong Now
Be Strong Now er en sang af James Iha, og titlen på den første single fra hans soloalbum Let It Come Down udgivet i 1998. Sangen er skrevet af James Iha.
Singlen blev udgivet 24. februar 1998. Den indeholdt tre b-sider, der ikke var at finde på selve albummet. 

## B-sider
- "My Advice"
- "Take Care"
- "Falling"

Alle sange er skrevet James Iha.
| Musik | Spire Denne musikartikel er en spire som bør udbygges. Du er velkommen til at hjælpe Wikipedia ved at udvide den. |